# Història del còmic italià
La Història del còmic italià va començar oficialment el 27 de desembre de 1908 amb la publicació del primer número del Corriere dei piccolo, la primera revista de còmics d'italià. El primer personatge creat a italià va ser Bilbolbul, d'Attilio Mussino. A partir de la Segona Guerra Mundial, i al llarg del segle XX, la tradició del còmic italià es va consolidar tant a Itàlia com a l'estranger, amb nombroses revistes de còmics traduïdes a moltes llengües.

## Dels orígens - fins a la Primera Guerra Mundial

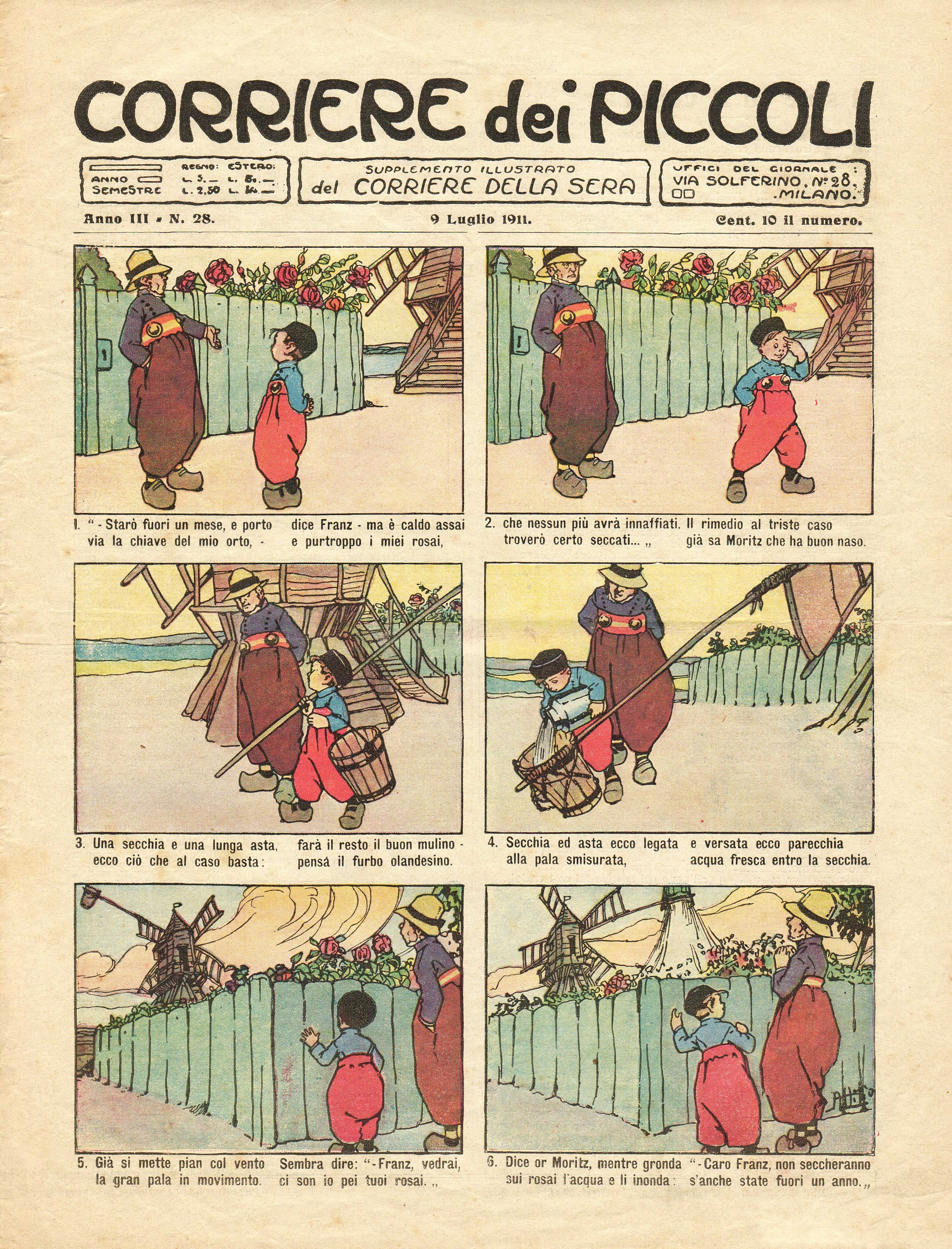
Corriere del piccoli de 1911.

El Corriere dei Piccoli va ser la primera revista setmanal de fumetti; va debutar el 27 de desembre de 1908, és el dia que es considera la data de naixement dels còmics italians, ja que es van introduir a Itàlia els còmics americans, la publicació va ser concebuda per la periodista Paola Lombroso Carrara amb depurades intencions pedagògiques alternant "històries il·lustrades en color", articles populars i ficció de bona qualitat a inspiració d'alguns diaris europeus de l'època adreçats a infants en els quals l'ús d'imatges per acompanyar els continguts era molt estès. La nova publicació presentava material d'origen anglosaxó i americà del qual s'eliminaven les bafarades, no només per prejudicis culturals, sinó també per resoldre problemes tècnics vinculats a la reproducció de les planxes. La primera pàgina sempre estava dedicada a una historieta monocolor amb dibuixos animats sense bafarades i substituïts per subtítols rimats que comentaven la història figurativa; a les pàgines següents hi havia contes i poemes.
Les tires còmiques importades de l'estranger van ser adaptades italianitzant els seus noms: en aquest primer període es van publicar sèries com Fortunello i la mula Checca (Happy Hooligan) d'Opper, Mimmo (Buster Brown ) d'Outcault, Arcibaldo e Petronilla (Bringing Father) de McManus, Bibì e Bibò (Katzenjammer Kids) de Dirks. A més, l'enfocament adoptat, dirigit essencialment als còmics per nens, situava els còmics en un context essencialment infantil. Al costat de les històries importades dels Estats Units també es va desenvolupar una producció italiana de contes amb una cançó infantil com a subtítol com Bilbolbul d'Attilio Mussino i Quadratino d'Antonio Rubino. Des de l'inici fins a l'any 1914 el format es va mantenir inalterable format per 16 pàgines que es van duplicar el 1915 gràcies també a l'èxit que aviat es va aconseguir i que es va mantenir en el temps fins i tot durant la Primera Guerra Mundial quan Signor Bonaventura de Sergio Tofano va aparèixer per primera vegada i va fer que la revista tingués un èxit notable.

## La primera postguerra i els anys vint

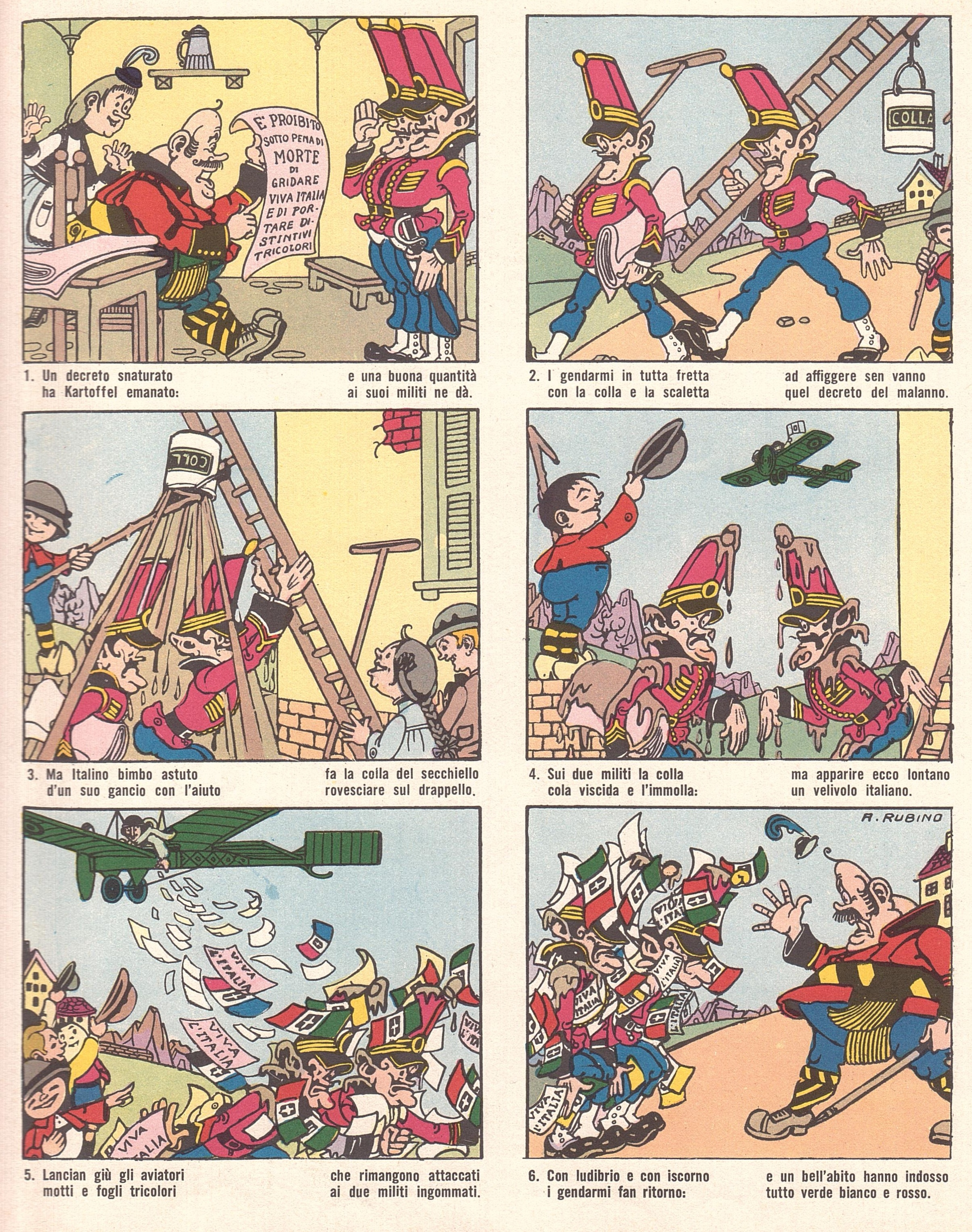
Còmic italià de 1915, exemple de patriotisme al còmic durant la Gran Guerra

L'enfocament del Corriere dei Piccoli, dirigit essencialment als nens, situava els còmics en un context essencialment infantil i, per tant, mentre que en el mateix període als diaris dels Estats Units publicaven còmics perquè contribuïen a augmentar les vendes a mesura que també eren llegits per adults, a Itàlia es consideraven aquells mateixos productes, per prejudicis burgesos envers la cultura popular, passatemps infantils. Tanmateix, després de la  Primera Guerra Mundial una nova generació de Arribaran dissenyadors italians i crearan una sèrie de macchiettes destinades a fer història com Sor Pampurio o Marmittone. El 1930 Pier Cloruro de' Lambicchi de Giovanni Manca es va publicar al Corriere dei Piccoli, on personatges històrics famosos van cobrar vida a partir d'un full de paper gràcies al miraculós "arc-vernís".
El febrer de 1923 va debutar Il Balilla, un diari de còmics de propaganda que es va inspirar per amb els gràfics del Corrierino, i que proposava nous històries centrades en personatges heroics, els primers en la història del còmic italià. Uns mesos més tard es va estrenar un altre competidor amb una forta inspiració catòlica, Il Giornalino de Edizioni Paoline. L'any 1924 es va publicar com el quart volum d'una sèrie per a nens, Le burle di Furbicchio ai maghi, que es creu que és el primer còmic publicat a Itàlia. Aleshores es va perdre la memòria d'aquest llibre i durant anys es va creure que el primer còmic va ser  Le avventure aviatorie di un Balillino, una història de còmic escrita per Mario Nerbini i il·lustrada per Carlo Cossio publicada el 1928 a Itàlia de Nerbini com a suplement de la revista humorística Il 420.

## Anys trenta

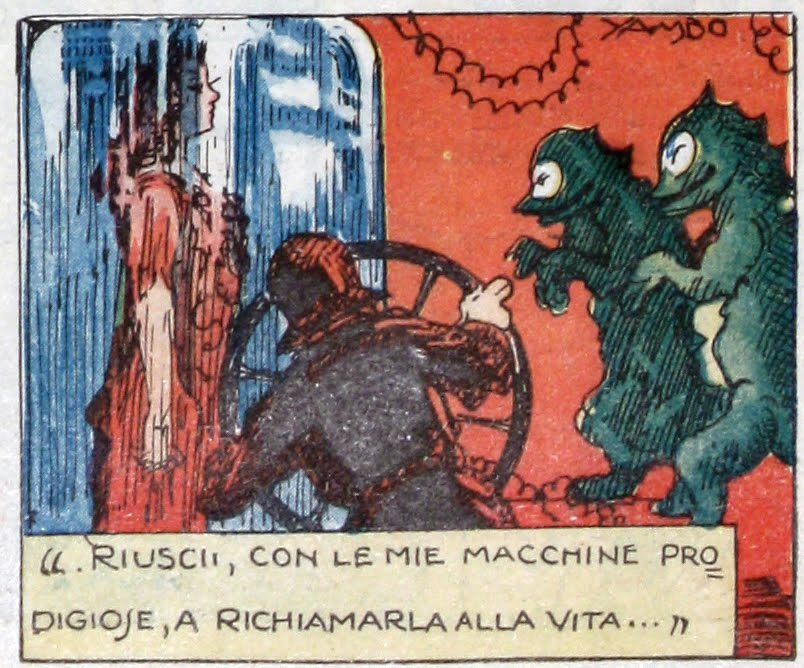
Una vinyeta del còmic de Yambo The Green Men, 1935, basat en la seva novel·la de 1901 Atlantis.

L'èxit de la iniciativa va donar lloc a noves publicacions d'altres editorials com ara Jumbo de Lotario Vecchi i Topolino  de Nerbini, també, com el Corriere dei Piccoli, dirigit a un públic infantil i fet amb material d'importació. El 1930 Mickey Mouse va debutar a Itàlia a la Illustrazione del Popolo, un suplement de la Gazzetta del Popolo, i dos anys més tard amb la seva pròpia, se li va dedicar el diari, el setmanari Topolino publicat inicialment per l'Nerbini i després per Mondadori. El primer setmanari de còmics italià publicat va ser Jumbo, publicat per Lotario Vecchi, que va aparèixer als quioscos el 17 de desembre de 1932, que presentava les històries d'aventures il·lustrades, per entregàs, renunciant a les històries només de text que caracteritzaven l'edició de l'època; va presentar historietes serialitzades de la producció britànica i va proposar una convivència entre els antics textos a peu de vinyeta i la bafarada i, d'acord amb l'època, no va faltar una ideologia nacionalista d'origen feixista. Mondadori va publicar Topolino el 1937 i Kit Carson de Rino Albertarelli inspirat en la ja creixent fascinació italiana pel Oest americà però també els còmics de ciència-ficció van començar a apoderar-se amb Saturno contro la Terra, sèrie de Federico Pedrocchi i Giovanni Scolari, inspirada en les aventures del nord-americà Flash Gordon i publicada a  I tre porcellini  de nou de Mondadori el 1936.

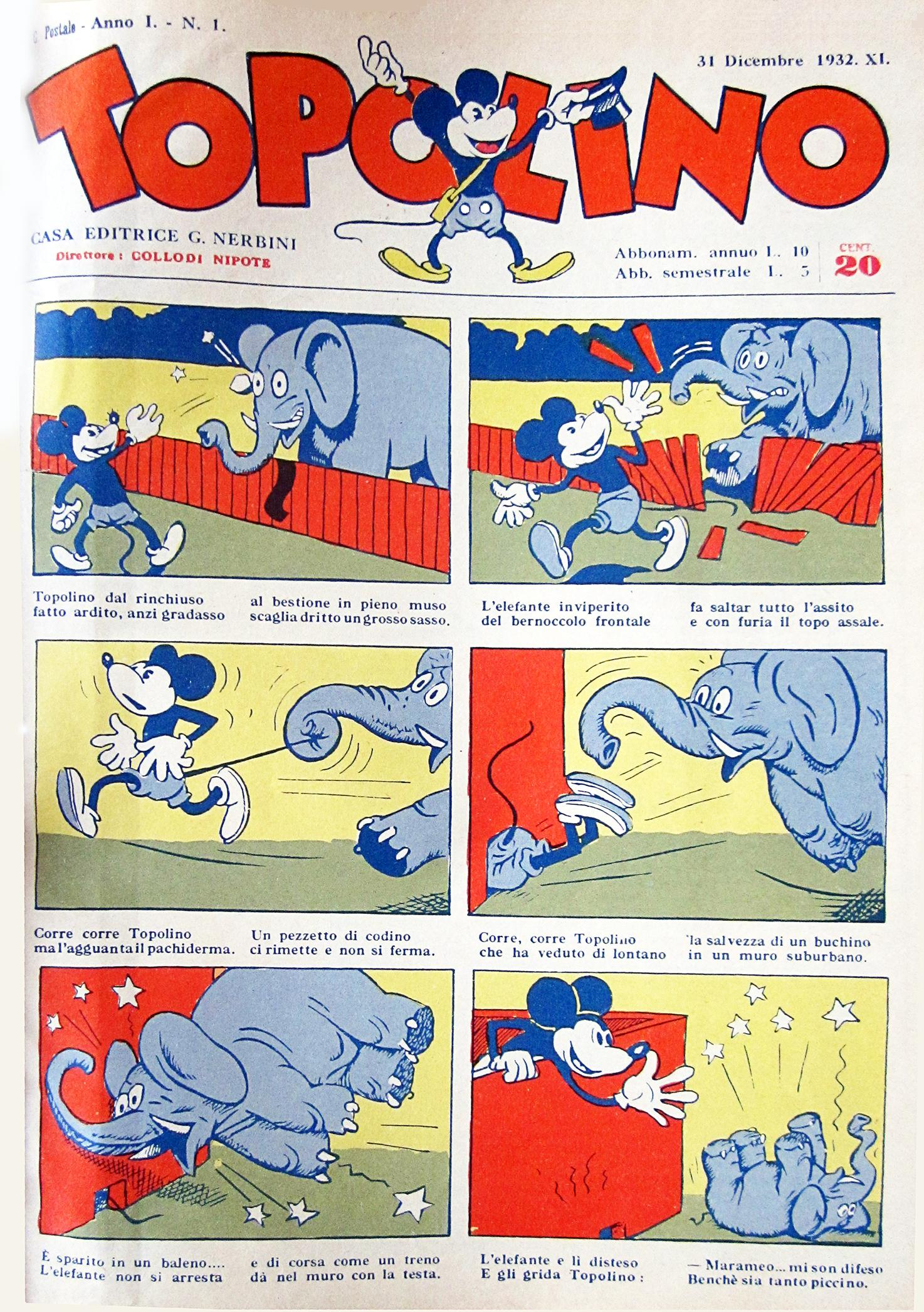
Portada de la revista Topolino, primer número de 1932

Posteriorment, van néixer revistes adreçades a adolescents, que publicaven còmics d'aventures americans. El 14 d'octubre de 1934, Nerbini va tornar a llançar L'Avventuroso, la primera publicació italiana totalment dedicada als còmics d'aventures nord-americans que va arribar a vendre centenars de milers de còpies setmanals. També va ser la primera publicació que va presentar les tires còmiques completes amb bafarades, que fins aleshores havien estat substituïdes per subtítols rimats.

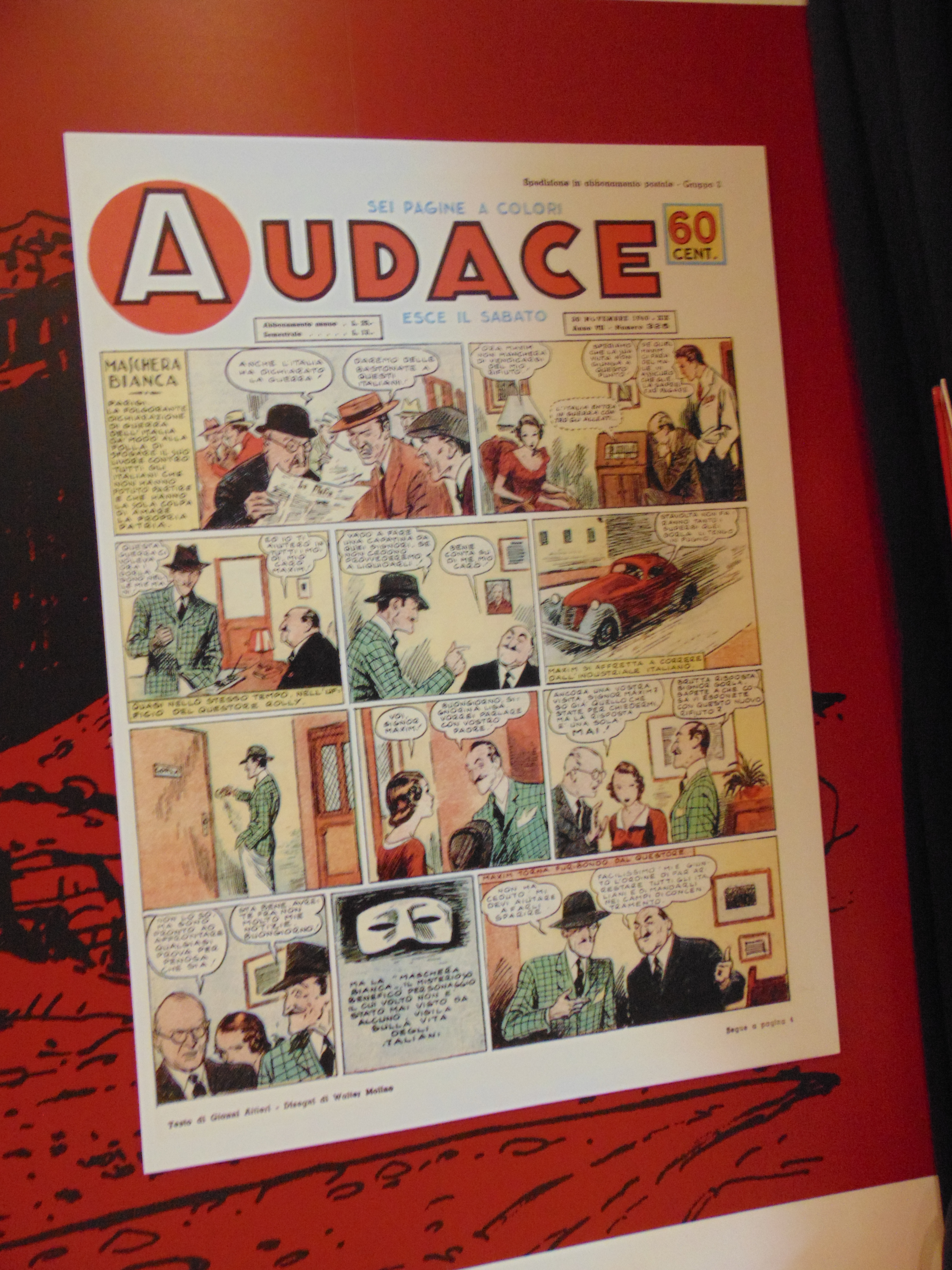
Ejempalr d'Audace

Un mes més tard Lotario Vecchi va estrenar L'Audace, que també publicava principalment material nord-americà i va ser famós per ser un dels primers diaris infantils a publicar còmics d'aventurers americans així com algunes de les sèries italianes més importants de l'època com Virus, il mago della foresta morta, Dick Fulmine i altres obres d'autors com Rino Albertarelli, Federico Pedrocchi, Walter Molino i Carlo Cossio. Posteriorment es va vendre la publicació a Gian Luigi Bonelli que el va transformar en un còmic i va posar les bases d'una carrera editorial d'èxit que portaria al naixement de Sergio Bonelli Editore. En el mateix període van debutar Il Monello el 1933 i Intrepido el 1935, publicats pels germans Del Duca de Casa Editrice Universo amb material italià i tots dos destinats a una llarga vida editorial. Seguit el 1936 el diari Argentovivo que va donar ampli espai a autors italians com Walter Molino, Rino Albertarelli i Nino Pagot. L'any següent va debutar el setmanari d'orientació catòlica Il Vittorioso, publicat fins al 1966 i distribuït tant als quioscos com al circuit de  parròquies, de l'oratoris i escoles catòliques i publicat per editorial AVE per iniciativa d'Acció Catòlica amb la intenció de llançar al mercat una revista que contingui material creat exclusivament per autors italians en competència amb el secular l'Avventuroso de Nerbini i tots els imitadors nascuts arran del seu èxit, com ara Topolino, I Tre Porcellini o L’Audace que va publicar material nord-americà i, per tant, protestant. Els resultats de vendes, però, són decebedors perquè els relats publicats pateixen d'ingenuïtat; l'arribada com a director de Giovanni Luigi Bonelli que, a més de signar guions de qualitat, va aconseguir contractar alguns talents de l'època com Kurt Caesar, Antonio Canale, Franco Chiletto, Vittorio Cossio i el debutant Benito Jacovitti condueix a un punt d'inflexió.
A l'èxit dels diaris italians que van publicar còmics americans encara que italianitzats, el 1938, hi va posar un límit  el règim feixista prohibint-ne la publicació amb l'excepció inicial de Topolino. La política de l'Autarquia va imposar una sèrie de restriccions a la premsa, en primer lloc la de deixar de publicar còmics nord-americans que van ser així substituïts pels còmics italians. Exemples d'aquesta producció autàrquica són:
- el 1938 va néixer la sèrie de policia italo-americà[c] Dick Fulmine, de nou d'inspiració nord-americana, però adaptada als cànons imposats pel règim i posteriorment rebatejada com a Fulmine per les mateixes motivacions, va ser concebut per Vincenzo Baggioli i dissenyat per Carlo Cossio. Va ser publicat a l'Albi dell'udacia de l'editorial Vittoria;
- al Vittorioso va aparèixer la sèrie d'aviadors Roman the Legionary el 1938, il·lustrada per Kurt Caesar i caracteritzada per la passió de l'autor per la tecnologia i la mecànica i en línia amb la propaganda feixista, la sèrie va durar fins al 1940;
- el 1939 va debutar, a Audace, Virus, il mago della foresta morta, un còmic de ciència-ficció creat per Federico Pedrocchi i Walter Molino;
- de nou el 1939, la transposició còmica del Dottor Faust, escrita per Federico Pedrocchi i dibuixada per Rino Albertarelli i Franco Chiletto, va aparèixer a les publicacions periòdiques de Mondadori.

## La postguerra i els anys cinquanta
Durant la Segona Guerra Mundial Topolino va interrompre la publicació el 1943 i es va reprendre només el 1945 i el Corriere dei Piccoli va canviar el seu nom durant un any per Giornale dei Piccoli. A més, el paper s'havia tornat escàs i, per tant, car; això va portar les editorials a utilitzar un nou format mes petit amb només dos o tres dibuixos disposats horitzontalment per pàgina que s'estava estenent als Estats Units per a publicacions gratuïtes i que permetia estalviar en costos d'impressió; Mondadori va utilitzar aquest format per a la sèrie  Albi tascabili di Topolino, que va debutar el 1948, i va ser, per tant, la primera tira còmica publicada a Itàlia; seguit de Piccolo Sceriffo, publicat per Tristano Torelli i, uns mesos més tard, de la Collana del Tex, publicat per Edizioni Audace de Tea Bertasi.
Després de la fi de la guerra, algunes revistes com Il Vittorioso, Il Monello, Intrepido, Corriere dei Piccoli van reprendre la seva publicació mentre que altres, com L'Audace i L'Avventuroso no es va reprendre mai més excepte en diferents formes. El Corriere dei Piccoli de la postguerra va començar a sentir els efectes de la competència que a partir dels anys trenta, quan els herois nord-americans com Flash Gordon, Tim Tyler's Luck (Cino i Franco, en italià) i Mandrake havien arribat a Itàlia, es van publicar sense subtítols rimats per substituir els còmics. Malgrat tot, el Corriere va continuar creient en la seva elecció editorial, centrant-se en els clàssics Signor Bonaventura i Bibì e Bibò, però els èxits d'abans de la guerra ja havien desaparegut i durant la dècada de 1950 les històries il·lustrades amb subtítols rimats van quedar relegades a un segon pla durant tota la dècada. Els anys de la postguerra en canvi van somriure a Vittorioso que va aconseguir l'èxit gràcies a un gran nombre d'autors; entre els autors de l'època hi ha Benito Jacovitti, que va crear històries d'humor a les sèries Pippo, Pertica i Palla i Cocco Bill, trencant amb la tradició de dividir les pagines que es remuntaven al Corriere dei Piccoli , en el gènere d'aventures en canvi Franco Caprioli va crear històries, com ara Moby Dick, ambientada sobretot als mars del Sud; el 1951 Lino Landolfi va crear el policia italo-americà Procopio. En el mateix període les revistes de l'Editorial Universo van arribar la seva màxima circulació, Il Monello i Intrepido que van publicar molts còmics anglesos i americans, així com italians, com ara Pedrito el Drito de Antonio Terenghi.
Audace
A la postguerra italiana va néixer una producció de còmics de gènere d'aventures en el format  albo que contenia una única història d'un sol personatge. La qualitat no sempre era alta però sí abundant. S'identifiquen diversos subgèneres, dels quals els més fructífers són: vigilants emmascarats, tarzanidi i sobretot western, tots de clara inspiració americana. En totes aquestes històries es repetia el patró de la lluita del “bé contra el mal”. Entre els personatges amb identitat secreta hi ha Ace of Spades (1945), creat per Alberto Ongaro i Mario Faustinelli, Misterix, creat per Max Massimino Garnier i Paul Campani, Amok (1946): vigilant emmascarat asiàtic creat per Cesare Solini i Antonio Canale, també coneguts com Phil Anderson i Tony Chan; un subgènere del vigilant, aquest típicament italià, era el de gent modesta que lluiten contra bandes de delinqüents com Gim Toro (1946), creat per Andrea Lavezzolo, i Sciuscià (1949), creat per Giana Anguissola i Tristano Torelli. Entre els Tarzanids, emuladors italians de Tarzan, Akim, creat per Augusto Pedrazza i Roberto Renzi a 1950 i Blonde Panther (1948) creat per Gian Giacomo Dalmasso i Enzo Magni que recorda a Sheena, reina de la selva i subjecte a repetides intervencions de la censura. Però el gènere més fructífer serà el western: l'any 1948, creat per Tristano Torelli, va debutar Piccolo Sceriffo, el primer còmic publicat a Itàlia en el format strisce. e poco dopo Gianluigi Bonelli ideò Tex Willer, destinato a essere uno dei personaggi di maggior successo oltre che la più famosa e duratura serie a fumetti italiana di sempre. i poc després Gianluigi Bonelli va crear Tex Willer, destinat a ser també un dels personatges de més èxit. com la sèrie de còmics italiana més famosa i duradora de tots els temps. Bonelli el 1940 va establir les bases per a la fundació del futur Sergio Bonelli Editore que es convertiria en la principal editorial italiana de còmics i que sota diversos noms publicaran alguns dels personatges més importants i longeus del còmic italià, que han entrat a l'imaginari col·lectiu com, a més de Tex Willer, el Little Ranger, Zagor i Dylan Dog Altres protagonistes del gènere occidental van ser: Pecos Bill (1949), creat per Guido Martina; Kinowa: ideat per Andrea Lavezzolo i dissenyat per l'estudi EsseGesse i publicat per Editoriale Dardo; Capitan Miki (1951) i el Grande Blek (1954), concebuts i dissenyats per l'estudi EsseGesse i publicats per Editoriale Dardo e il Piccolo Ranger ( 1958), creat per Lavezzolo i Francesco Gamba per a Edizioni Audace.

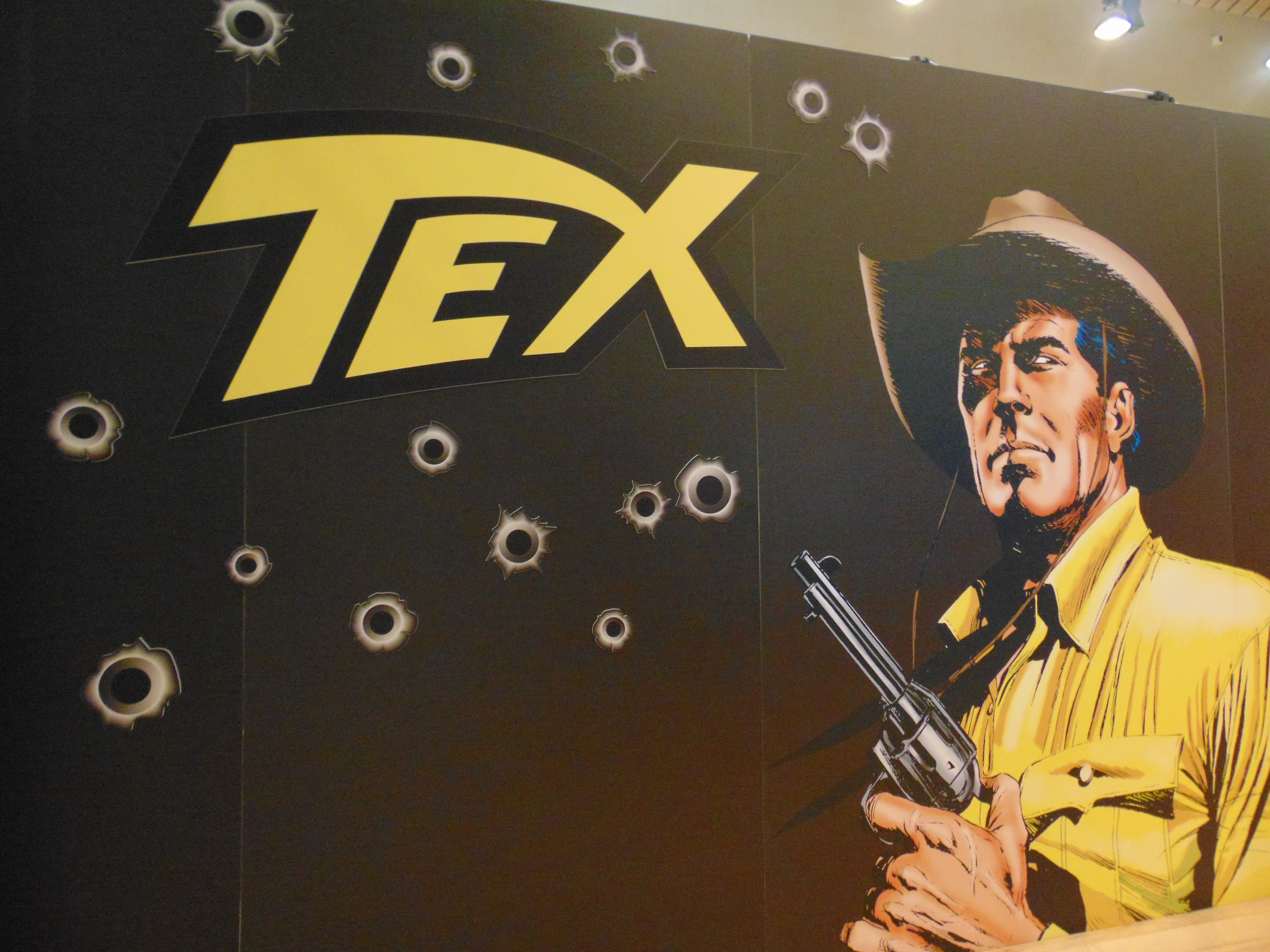
TEX Willer, personatge

La dècada de 1950 va veure l'èxit dels còmics Paperback. Mondadori va publicar la revista Topolino en el format de diari tradicional que havent entrat en crisi com molts altres diaris a la dècada dels quaranta, es va decidir substituir-la per un altre format de butxaca que contingués només històries amb personatges de Disney; el primer número es va publicar el 7 d'abril de 1949. El canvi de format va ser provocat per la voluntat de no perdre els drets de les publicacions de la llibreria que haurien estat retirades per Disney si Mondadori hagués deixat de fabricar la revista i, per tant, es va decidir continuar la seva publicació en el format d'una altra publicació de Mondadori, Selecció del Reader's Digest, per imprimir la qual s'utilitzava una màquina nova i cara que, va romandre sense utilitzar en els períodes d'espera entre un número i el següent. El diari estava destinat a un èxit llarg i durador superior a més de 3500 números publicats el 2022. Les històries de còmics presents són majoritàriament americanes amb rares excepcions d'autors italians com ara Guido Martina, Romano Scarpa, Giovan Battista Carpi i Luciano Bottaro.
El format de Topolino va ser adoptat per altres editors com edizioni alpe que a 1950 va publicar Cucciolo, una revista amb personatges de Cucciolo e Beppe creats per Giuseppe Caregaro i després continuats per Giorgio Rebuffi. Inspirats inicialment per Topolino i Pippo, però igualment va sorgir d'una exitosa vida editorial que va durar fins a finals dels anys vuitanta. Altres personatges d'èxit de l'època publicats en format llibret van ser Pepito (1950), de Luciano Bottaro, Tiramolla ( 1952), de  Roberto Renzi i Giorgio Rebufffi, Soldino (1957), de Giovan Battista carpi,  PugaciOff (1959) per Giorgio Rebufffi o Geppo de Gulio chierchini per a Edizioni Bianconi una editorial que assoliria un èxit durador en les dècades següents creant històries que serien produïdes i reeditades diverses vegades fins i tot per editorials estrangeres. A més, el 1957 va aparèixer Cocco Bill de Benito Jacovitti.

## Anys seixanta
A la dècada dels seixanta es va reconèixer una dignitat de llenguatge al còmic gràcies als estudis d'autors com Umberto Eco, amb Apocalittici e integrati, un assaig publicat el 1964, Roberto Giammanco, Elio Vittorini, Oreste Del Buono, Romano Calisi i d'altres. En aquest clima, el primer Salone Internazionale dei Comics va néixer a Bordighera. L'èxit significa que el mitjà s'especialitza cada cop més en funció de diferents grups d'edat i diferents objectius socioculturals de potencials lectors. Neix un còmic adreçat al públic culte i es parla del còmic d'autor que trobarà espai principalment en revistes antològiques com Linus, fundada el 1965 per Giovanni Gandini amb la consultoria d'Oreste Del Buono,  va ser la primera revista italiana dedicada exclusivament als còmics i pensada per ser venuda als quioscs, seguida ben aviat per d'altres similars com Sgt. Kirk de Ivaldi i Eureka de Editoriale Corno, ambdues de 1967, i Il Mago, de Mondadori (1972-1980).
Amb Dino Battaglia, un dels creadors de Ace of Spades el còmic de l'autor italià es renova tant des del punt de vista narratiu com gràfic, amb canvis sobtats en la visió entre les vinyetes i un aspecte més emotiu i dinamitzat. Però l'esdeveniment més important pel que fa a la història del còmic modern, no només italià, cal considerar l'estrena de l'obra mestra d'Hugo Pratt Una ballata del Mare Salato, primer episodi del seu personatge més famós Corto Maltese. S'inaugura així una nova manera de narrar amb un còmic més reflexiu, literari, narratiu, en el qual els fets, amb un ritme modern, es desenvolupen en entorns amb gust d'exotisme i dispersos pel món. És el reflex de la utopia i aquesta recerca de la llibertat, l'aventura de l'autor. Aquests dos autors arribaran a la seva fase de maduresa a Linus.
Entre els diaris històrics, el Corriere dei Piccoli, que als anys cinquanta havia posat el còmic en un segon pla, a principis dels seixanta va decidir capgirar la tendència i van aparèixer els primers còmics amb bafarades, publicant obres de grans autors italians com Grazia Nidasio (Valentina Mela Verde), Hugo Pratt (Una ballata del Mare Salato) i Benito Jacovitti (Cocco Bill, Zorry Kid i Jak Mandolino), artistes com Toppi, Battaglia, Mario Uggeri,  Di Gennaro així com exponents del còmic francobelga però mantenint un enfocament cultural que cap a la finals dels anys seixanta es va reduir a gairebé desaparèixer; el nou enfocament comportarà que el 1969 canviï el nom del diari per Corriere dei Ragazzi per tenir en compte la presència de més contingut per a adults.
Dins del gènere occidental, Bonelli inaugura altres tres sèries d'èxit: Comandante Mark (1966) d'EsseGesse, Zagor (1961) de Guido Nolitta i History of the West  de Gino D'Antonio (1967). El primer va aconseguir un bon èxit de vendes i es va publicar contínuament fins al 1990, el segon s'ha publicat ininterrompudament durant més de cinquanta anys superant els 500 volums publicats i el protagonista representa un dels més famosos tarzanidi va entrar a la història dels costums italians que va consagrar el seu creador com un dels mestres del còmic italià.
Amb el qüestionament dels antics cànons de la societat neix la figura de l'heroi negatiu, amb una personalitat forta i enginyosa, que no es reconeix en l'ordre social existent i per això assumeix actituds d'anarcoides. Aquest antiheroi es disfressa per evitar ser reconegut mentre comet les seves activitats delictives sense escrúpols i és el protagonista del còmic negre, que s'inspira en el Fantax, creat el 1945 per Marcel Navarro i Pierre Mouchot. Aquest nou gènere debuta amb el personatge de Diabolik, creat per Angela i Luciana Giussani, una criminal, lladre i assassí despietada, que debuta als quioscos el 1962, proposant una inversió del corrent de la moralitat en contrast amb el moralisme dels altres còmics de l'època i l'èxit dels quals és tal com donar llum a un gènere juntament amb Kriminal, Satanik i que va portar a la creació de nombrosos epigons més o menys semblants en característiques com ara Fantax, Demoniak o Sadik, així com paròdies com Cattivik de Bonvi (1965) o Paperinik (1969) i també influència en el cinema que produirà transposicions directament inspirades en el personatges principals del gènere com ara Diabolik, Kriminal o Satanik, que paròdia com Arriva Dorellik (1967) o Emocionant (1965). La moda, però, no va durar gaire i, amb l'excepció de Diabolik, Kriminal i Satanik, els altres seguidors van ser de curta durada. Cal destacar la presència de protagonistes femenines i ja no només de personatges secundaris de l'heroi com Satanik, creat l'any 1964 per Magnus i Bunker, una dona freda i cruel però també Valentina, creat el 1965 per Guido Crepax i publicat a Linus. Amb el temps, algunes sèries van agafar connotacions eròtiques, donant lloc al naixement d'un gènere eròtic o pornogràfic real amb personatges nous amb personatges com Isabella (1966) de Giorgio Cavedon i Sandro Angiolini i, a mig camí entre l'eròtic i el negre, hi ha còmics amb protagonistes sovint femenines com Lucifera, Jacula, Sukia Vartàn o més rarament masculí, com ara Goldrake i moltes altres publicacions de (pornogràfics, porno-horror, sexy) italians que van envair els quioscos de la dècada següent publicats principalment per Ediperiodici i Edifumetto, que monopolitzaven el mercat del còmic eròtic.
A finals de la dècada, va aparèixer el primer Sturmtruppen (Bonvi, 1968), una tira comica satirica  ambientada al front i que representa una sàtíra de la Segona Guerra Mundial sovint amb trets surrealistes que va ser el primer còmic italià creat en format tires diàries i que durant molt de temps va gaudir d'una gran popularitat no només a Itàlia però també a l'estranger i després Alan Ford (Max Bunker i Magnus, 1969), una sèrie molt innovadora publicada per Editoriale Corno, que va proposar un còmic humorístic amb elements satírics i grotescs en què diversos subgèneres com l'espionatge, el terror i el comentari social troben espai en fusionar-se en un període en què els còmics es caracteritzaven per pertànyer a un gènere concret sense contaminació i que ràpidament va aconseguir un èxit de públic i de crítica considerable que es publica durant més de quaranta anys.
Entre les altres publicacions de historietes recordem Girighiz (1965) d'Enzo Lunari, ambientada en la prehistòria. És la primera tira d'Humor i sàtira de producció italiana.

## Anys setanta

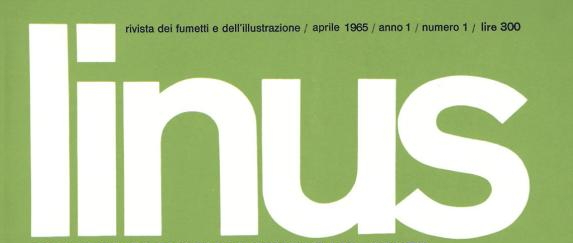
Capçalera del primer número de Linus, abril de 1965

L'èxit del mitjà el va portar a la televisió amb els programes Gulp! (1972) i  SuperGulp! Fumetti in TV (1977-1981) on Bonvi, juntament amb el director De Maria, van crear ex novo el personatge de Nick Carter mentre a Supergulp! hi van col·laborar altres grans noms del còmic com Bruno Bozzetto, Hugo Pratt, Silver i Sergio Bonelli. "Els còmics a la televisió" no eren dibuixos animats sinó imatges estàtiques de còmics, tant italians com americans, filmats i emesos de manera consecutiva, com si es llegissin un còmic, mantenint les bafarades amb les frases dels personatges que es llegien. per actors de veu.
Als anys setanta Linus va aconseguir vendre 110.000 exemplars al mes donant molt més espai a la sàtira i presentant tant producció estrangera amb obres com Fritz the cat de Crumb, Doonesbury de Trudeau, Eternauta d'Breccia i altres autors com Wolinski, Reiser, Lauzier i Copi, així com noves sèries de striptease americanes com Inside Woody Allen, Crock i Beetle Bailey però també obres d'autors italians com Corto Maltese de Pratt, els dibuixos animats de Altan, Calligaro, Chiappori, Pericoli, Vincino i Vauro, Bobo de Sergio Staino així com el redescobriment de Benito Jacovitti.
Dues editorials van monopolitzar el mercat del còmic eròtic en el característic Format de butxaca durant tota la dècada, Ediperiodici i Edifumetto, fundades per Renzo Barbieri i Giorgio Cavedon, va publicar sèries de còmics famoses, algunes de les quals van arribar a vendre més de cent mil còpies per número amb personatges principalment femenins com. Isabella, Jacula i molts altres com Zora, gènere terror o Biancaneve, de gènere humorístic.
Bonelli va continuar publicant amb èxit títols històrics com Tex, Zagor, Commander Mark, als quals s'afegeixen Mister No (1975) creat per Guido Nolitta i el primer còmic de Bonelli no western però ambientat a l'Amazonia als cinquanta, i Ken Parker (1974), un personatge particular i atípic del gènere western la sèrie de còmics del qual va publicar des de 1977 fins al 1984 el converteix en un personatge de culte del còmic italià, tant pel realisme dels escenaris com per la minuciosa reconstrucció històrica i filològica i per l'atenció als temes socials. Sempre en 1974 va debutar la sèrie I protagonisti, creada íntegrament per Rino Albertarelli, que proposava una crònica realista de l'èpica occidental narrada sense retòrica i narrativa sense invents emfàtics, entre 1976 i 1980 es va publicar la sèrie Un uomo un'avventura, una sèrie de volums monogràfics, distribuïts només a les llibreries i no als quioscos, creats per autors de renom internacional com Dino Battaglia, Bonvi, Guido Buzzelli, Guido Crepax, Milo Manara, Hugo Pratt i Attilio Micheluzzi.
L'Editoriale Corno continua la publicació de sèries debutades en la dècada anterior com Kriminal, Satanik i Alan Ford que va aconseguir tirades de més de 200.000 còpies i el 1970 va adquirir els drets de publicació dels Superheroes de Marvel que va portar a la publicació de sèries com ara Spider-Man, Fantastic Four, Captain America i molts altres; l'èxit va ser sensacional assolint tirades de 10.0000 ejemplars, i obre el camí per a moltes altres publicacions superheroïstes. Al Corriere dei Ragazzi, una revista fundada l'any 1972 com un intent de renovar el Corriere dei Piccoli, donant espai a autors de còmics italians, tots dos nous, com Bonvi i Silver, i consolidats, com Hugo Pratt i Sergio Toppi, entre els millors artistes de el període. Aquí l'any 1973 Lupo Alberto de Silver va debutar i des de 1976 apareix a la revista Eureka de Editoriale Corno i en moltes de les seves altres publicacions. Magnus interromp la històrica col·laboració amb Corno i Max Bunker després d'haver creat els primers 75 números de la sèrie Alan Ford i busca altres camins, obtenint un bon èxit de crítica amb Lo Sconosciuto (1975) que va ser seguida per La compagnia della forca (1977), així com còmics eròtics per a Edifumetto com Necron o Le 110 Pillole, que van ser titllat de pornogràfic per la crítica, avançant potser al seu temps des d'aleshores, gràcies també a obres semblants de Milo Manara i Franco Saudelli, l'eròtic quedarà definitivament legitimat i Raviola revalorada mentre en tot cas a Europa la seva obra ja havia tingut un èxit generalitzat.
Entre els anys setanta i vuitanta, l'Editoriale Metro de Renato Bianconi va tenir el seu major èxit publicant còmics per a nens creats per autors com Giovan Battista Carpi, Giulio Chierchini, Luciano Gatto, Giorgio Rebuffi i molts altres que va crear personatges de gran èxit com Trottolino, Nonna Abelarda i Geppo, a un mercat que va veure predominar les publicacions de Disney i també oferint personatges americans com Popeye, Felix i Tom & Jerry dels quals van ser creats nous històries d'autors italians que van donar una versió molt diferent dels originals americans.

## Anys vuitanta
A principis dels vuitanta, Bonelli va buscar nous espais publicant revistes i sèries centrades en còmics d'autors italians i estrangers i en aquest sentit es va fer càrrec de l'editorial L'Isola Trovata per publicar la revista Orient Express i juntament amb l'editorial francesa Dargaud revistes de còmics com ara Pilot amb obres d'autors francesos i italians però l'èxit arribarà amb el còmic tradicional que, però, s'allunya de l'estereotip del còmic popular i s'apropa a publicacions d'autor com Martin Mystère (1982) d'Alfredo Castelli i sobretot Dylan Dog (1986) de Tiziano Sclavi que va aconseguir tant èxit poc després del seu debut que es va convertir en un dels còmics italians més venuts també traduït i publicat a l'estranger.
A diferència de l'Editoriale Corno, després dels èxits de la dècada anterior, a partir de 1979 va entrar en crisi i al cap d'uns anys, després d'haver tancat molts diaris històrics, es va veure obligat a declarar en fallida el 1984. Després del tancament de Corno, Luciano Secchi va fundar Max Bunker Press que, a més de continuar la publicació d'Alan Ford, es va dedicar a la reimpressió d'antics èxits. d'autors com Kriminal i Satanik, Silver va passar a Glénat, que va estrenar un còmic mensual dedicat al personatge de Lupo Alberto fins que l'autor també esdevingué editor a 1989, fundació Acme
Després del tancament de l'Editorial Corno el 1984, els còmics de Superherois nord-americans van desaparèixer durant un temps fins que a finals de 1985 una petita editorial, Labor Comics, va adquirir els drets per publicar alguns còmics de Marvel però l'experiment va ser de curta durada; Labor va ser substituït per Star Comics que va publicar una nova sèrie dedicada a Spider-Man gràcies a l'èxit de la qual van seguir altres publicacions dedicades als personatges de Marvel; després van seguir altres editors, Comic Art, Play Press i Max Bunker Press, que van publicar sèries americanes similars de Marvel i DC Comics fins que Marvel Comics no ho va fer. decideix recuperar els drets i va fundar la seva pròpia filial italiana, Marvel Italia el 1993.
El 1980 va debutar el mensual romà Frigidaire, que presentava la nova historieta italiana: Primo Carnera i Doctor Jack de Filippo Scòzzari, Ranxerox de Stefano Tamburini i Tanino Liberatore, Zanardi de Andrea Pazienza o Ramarro de Giuseppe Palumbo. La filosofia de la revista és garantir als seus autors la llibertat total d'expressió i la llibertat d'experimentació. Altres autors són Massimo Mattioli amb Joe Galaxy, Massimo Giacon, Francesca Ghermandi i molts altres.
Des de 1988 Disney Itàlia ha recuperat la possessió dels drets de producció de còmics de Disney, prenent el relleu de Mondadori en la publicació de publicacions històriques com Topolino.

## Anys noranta
Dylan Dog de Tiziano Sclavi publicat per Bonelli i debutat el 1986, va assolir una notable popularitat a principis dels noranta venent mig milió de còpies al mes i venent diverses vegades reimpresos en altres sèries convertint-se en el segon còmic més venut a Itàlia després de Tex. Arran de l'èxit de la sèrie, van debutar una gran quantitat de seguidors del gènere de terror, no sempre de gran qualitat, destinats a ser de curta durada. El gènere de còmic de terror va cridar l'atenció dels mitjans de comunicació a causa d'una pregunta parlamentària amb l'objectiu de «protegir els menors de la violència moral que se'ls exerceix, tant amb còmics com amb contes» i demanant «una enquesta més precisa de les editorials, els autors i també les inspeccions de quioscs» i que va donar lloc a alguns publicacions com Splatter i Mostri, publicades per Acme. L'èxit de Dylan Dog es va mantenir al llarg de la dècada consolidant una realitat editorial, Bonelli, que ja estava al mercat des dels anys quaranta, actuant com a motor no només de la resta de publicacions de l'editorial que va debutar a l'any 1940, aquells anys com Nathan Never - el primer número del qual de la sèrie mensual va arribar a 300.000 còpies - però també per a altres editorials que van presentar nous productes arran de l'èxit de Bonelli.
El 1995 va debutar la sèrie Rat-Man de Leo Ortolani, una paròdia del còmic de superherois nord-americà, destinada a un èxit durador, acollida pel públic i la crítica i convertida en un fenomen de culte, considerat un dels personatges amb més èxit i humor del panorama del còmic italià.
Després d'una crisi del còmic als 80 cap a principis dels noranta es va produir una recuperació, gràcies al renaixement de l'interès pels superherois en el còmic nord-americà, en particular amb la nova sèrie de aventures de Batman, escrit per Frank Miller; els drets per publicar alguns còmics de Marvel van ser adquirits a finals dels anys vuitanta per Star Comics seguit d'altres editors com Comic Art, Play Press i Max Bunker Press, que va publicar sèries americanes similars de Marvel i DC Comics fins que Marvel Comics va decidir recuperar els drets i va fundar la seva pròpia filial italiana, Marvel Italia a 1993. El 1996, l'americana Marvel va adquirir Panini i la va fusionar amb Marvel Itàlia, fundant Panini.
El manga, o còmic japonès, present puntualment en la dècada anterior sobretot en publicacions infantils arran de l'èxit dels dibuixos animats, va començar a ser publicat d'una manera més orgànica per editorials com Granata Press de  Luigi Bernardi, que va importar la sèrie Akira de Katsuhiro Otomo dels Estats Units i va començar a presentar el còmic japonès en dues publicacions a Itàlia, Zero i  Mangazine que va tenir un bon èxit presentan sèries com ara Ken the warrior i Patlabor que més tard guanyarien publicacions independents i va obrir el camí per a altres publicacions i altres editorials com Star Comics que, gràcies a les importacions directes del Japó i a publicacions antològiques com Kappa Magazine, es van convertir en la principal editorial italiana de manga.